# 아보크
| 이름            | 이름       | 이름          | 도감번호          | 성비              |
| 한국어 \|일본어 | 영어       |               | 도감번호          | 성비              |
| 아보            | アーボ     | Ekans         | 전국 023 성도 050 | 수컷 50% 암컷 50% |
| 아보크          | アーボック | Arbok         | 전국 024 성도 051 | 수컷 50% 암컷 50% |
| 포켓몬          | 타입       | 분류          | 신장              | 체중              |
| 아보            | 독         | 뱀 포켓몬     | 2.0m              | 6.9kg             |
| 아보크          | 독         | 코브라 포켓몬 | 3.5m              | 65.0kg            |

아보크(アーボック 아봇쿠[*], 영어: Arbok 아보크[*])의 분류는 코브라 포켓몬이다.
| 특성 |                                                 |
| 위협 | 나오는 순간, 상대 포켓몬의 공격을 1랭크 내린다. |
| 탈피 | 상태이상 일 때 매턴 종료시 30% 확률로 회복한다. |

## 특징
코브라의 모습을 한 포켓몬이다. 배의 무늬로 상대를 위협한다. 배의 무늬는 지역마다 미묘하게 다르다. 진화 전인 아보는 방울뱀의 모습을 한 포켓몬. 큰 것을 삼킬 때는 통째로 삼킨다. 먹이는 구구나 깨비참의 알. 갓 태어난 아보는 독이 없지만, 어느 정도 성장하면 독이 생긴다. 이름의 유래는 코브라 단어를 거꾸로 읽은 것(Cobra→Arboc)이다.
아보크의 반대 코브라
아보의 반대 스네이크(뱀)

## 게임에서의 아보크
아보가 레벨 22에 진화하면, 아보크가 된다.
《포켓몬스터DP 디아루가·펄기아》에서는 신기술 「더스트슈트」를 쓸 수 있게 되었다. 「뱀눈초리」 (상대를 무조건 마비에 빠뜨린다.)를 배울 수 있는 몇 안되는 포켓몬이다. 더불어 땅 타입 「지진」을 기술머신으로 배울 수 있어, 바위/강철에 대한 방책을 세울 수 있다.
《포켓몬스터Pt 기라티나》에서는 225번도로의 트레이너 한 명에게서 입수할 수 있다.

## 애니메이션에서의 아보크
로켓단의 로사가 가지고 있던 포켓몬이다. 로이의 또가스와 함께 활약했고, 《포켓몬스터》31화에서 로이의 또가스가 또도가스로 진화 할 때 동시에 로사의 아보가 아보크로 진화한다.
《포켓몬스터 AG》6화에서 밀렵자의 손으로부터 아보와 또가스의 무리를 지키기 위해, 눈물의 이별을 했다.
《포켓몬 불가사의 던전 파랑 구조대/빨강 구조대》에서 아보는 악덕 구조대 '악동들'의 멤버로 등장한다.

## 아보
아보(アーボ 아보[*], 영어: Ekans 이컨스[*])의 분류는 뱀포켓몬이다.
《포켓몬스터 DP 디아루가·펄기아》, 《포켓몬스터Pt 기라티나》에서는 나타나지 않지만 파이어레드 더블슬롯을 끼면 212번도로에서 나온다.
포켓몬스터 하트골드에서는 동전 700개와 교환할 수 있고, 포켓몬스터 소울실버에서는 야생으로 나온다.
단편 애니메이션《포켓몬 불가사의 던전 출동 포켓몬 구조대 파이팅즈!》에서 악덕 구조대 '악동들'의 멤버로 등장한다.

## 같이 보기
- 포켓몬스터
- 포켓몬의 목록